# Who Goes Nazi?

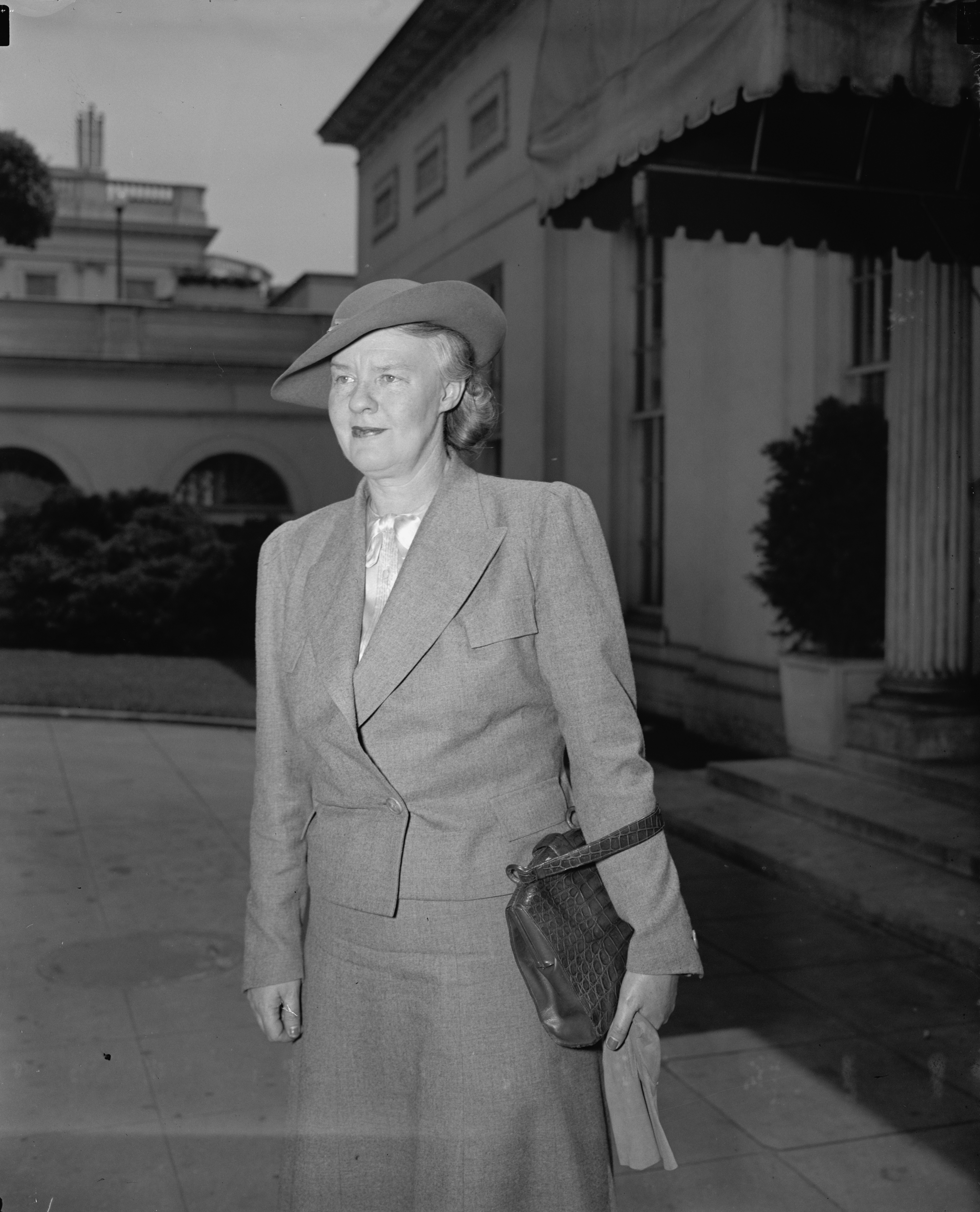
L'autrice de Qui devient nazi ?, Dorothy Thompson, en 1940

Who Goes Nazi? (Qui devient nazi ?) est un essai paru en 1941 de la journaliste américaine Dorothy Thompson, initialement publié dans Harper's Magazine. L'essai examine une série de personnages fictifs qui possèdent des personnalités, des statuts sociaux et des éducations variées, et tente de déterminer s'ils pourraient « devenir nazis » — c'est-à-dire s'ils soutiendraient un mouvement politique nazi dominant même s'ils ne souscrivent pas à l'idéologie fasciste.

## Résumé
Thompson présente l'essai comme un « jeu de société quelque peu macabre », dans lequel on spéculerait en privé sur la question de savoir lesquels parmi les participants à une réunion pourraient éventuellement « devenir nazis » dans des circonstances politiques ou sociales spécifiques. Elle postule que le soutien au nazisme n'est pas fondé sur la classe, la nationalité ou la race, mais que cette idéologie « fait appel à un certain type d'esprit ». 
Elle analyse le phénomène sur un mode ludique en décrivant des personnages de nantis, participants d'une fête imaginaire, qui sont désignés par des lettres. Ainsi un personnage tel que "M. C", un conseiller de Wall Street qui à l'école « a reçu tous les honneurs scolaires mais n'a jamais été invité à rejoindre une fraternité », deviendrait nazi afin de « s'élever à un niveau social si éminent que personne ne puisse plus jamais l'humilier », tandis que “Mrs E" antiféministe soumise deviendrait nazie pour un homme politique « qui proclame la subordination fondamentale des femmes. »
Thompson conclut que les individus les plus susceptibles de devenir nazis sont ceux qui sont impitoyables et cérébraux, aigris par leur situation, facilement trompés et/ou cherchant de manière opportuniste à être proches du pouvoir si le nazisme était en position dominante, affirmant que « les personnes frustrées et humiliées intellectuellement, le spéculateur riche et effrayé, le fils gâté, le tyran du travail, le gars qui a réussi en flairant le vent du succès, deviendraient tous nazis en cas de crise. »

## Réception
Qui devient nazi ? est considéré comme l'un des essais les plus influents de Thompson. Selon Nick Martin de The New Republic, « huit décennies plus tard, l'enquête de Thompson fait encore les choux gras de l'industrie des médias ». L'essai est salué pour sa pertinence politique à long terme, avec la réédition de Harper "Who Goes Nazi?" en 2017 qui note que le texte « recommence malheureusement [...] à faire peau neuve » et à être de nouveau d'actualité. L'essai a reçu un accueil mitigé parmi les commentateurs de droite ; le journaliste conservateur James Kirchick (en) dans Tablet (magazine) salue l'essai dans lequel il voit une « analyse intemporelle de la mentalité autoritaire » et une « lecture d'une pertinence troublante aujourd'hui », tandis que Scott Beauchamp de The American Conservative le critique comme « le texte de la paranoïa fasciste » et un exemple de la mise en équivalence de toute idéologie conservatrice avec le nazisme. 
L'essai est référencé par les médias contemporains dans le cadre de la couverture de l'élection présidentielle américaine de 2016 et du rassemblement Unite the Right, ainsi que dans les commentaires sur l'alt-right et d'autres mouvements d'extrême droite. Des hommages et des parodies de l'essai ont été publiés dans Current Affairs (en), Tablet, et The Outline (en).